# می الیسون
می الیسون (انگلیسی: May Allison؛ ۱۴ ژوئن ۱۸۹۰ – ۲۷ مارس ۱۹۸۹) بازیگر اهل ایالات متحده آمریکا بود. وی بین سال‌های ۱۹۱۴ تا ۱۹۲۷ میلادی فعالیت می‌کرد.

## نگارخانه

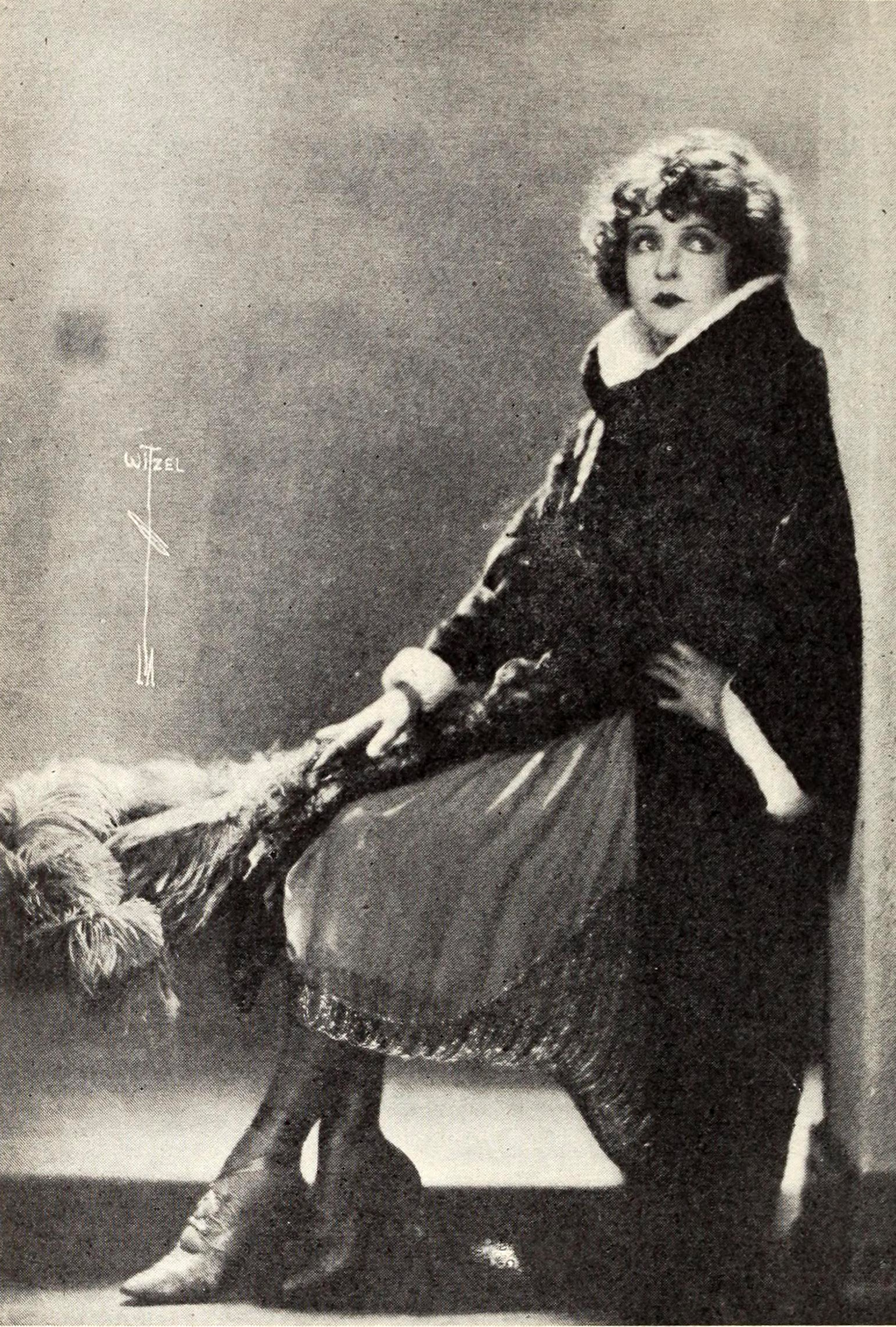

## بخشی از فیلم‌شناسی
- ماجرای یک ابله (۱۹۱۵)
- قمار (فیلم ۱۹۱۶) (۱۹۱۶)
- شهر (فیلم ۱۹۲۶) (۱۹۲۶)